# The Culling (コンピュータゲーム)
『The Culling』は、Xaviantが開発・販売したバトルロイヤルゲーム。
早期アクセス段階を経て本作は2017年10月5日にLinux、Microsoft WindowsおよびXbox One向けにリリースされた。
2018年7月10日には続編である『The Culling 2』が発売されたが、9日後の同年7月19日に発売を終了した。Xaviantは代わりとして、本作のアップデートを行い、初期バージョン（Day1）に近い仕様に戻すことを明らかにした。
2018年9月15日、本作は『The Culling: Origins』として基本無料タイトルへと変更されたが、2019年5月にサービス終了した。